# التيبر
نَهْرُ تَوْذُر أو نهر التيبر (بالإيطالية: Tevere) هو ثالث أطول نهر في إيطاليا، يبدأ في سلسلة جبال توسكان ويتدفق جنوبا لمسافة 405 كم، في نهايته يعبر مدينة روما قبل أن يصب في البحر الأبيض المتوسط في منطقة أوستيا. كان يعد وسيلة تجارة مهمة في العهود الرومانية.

موقع نهر التيبر على الخريطة

## المنبع

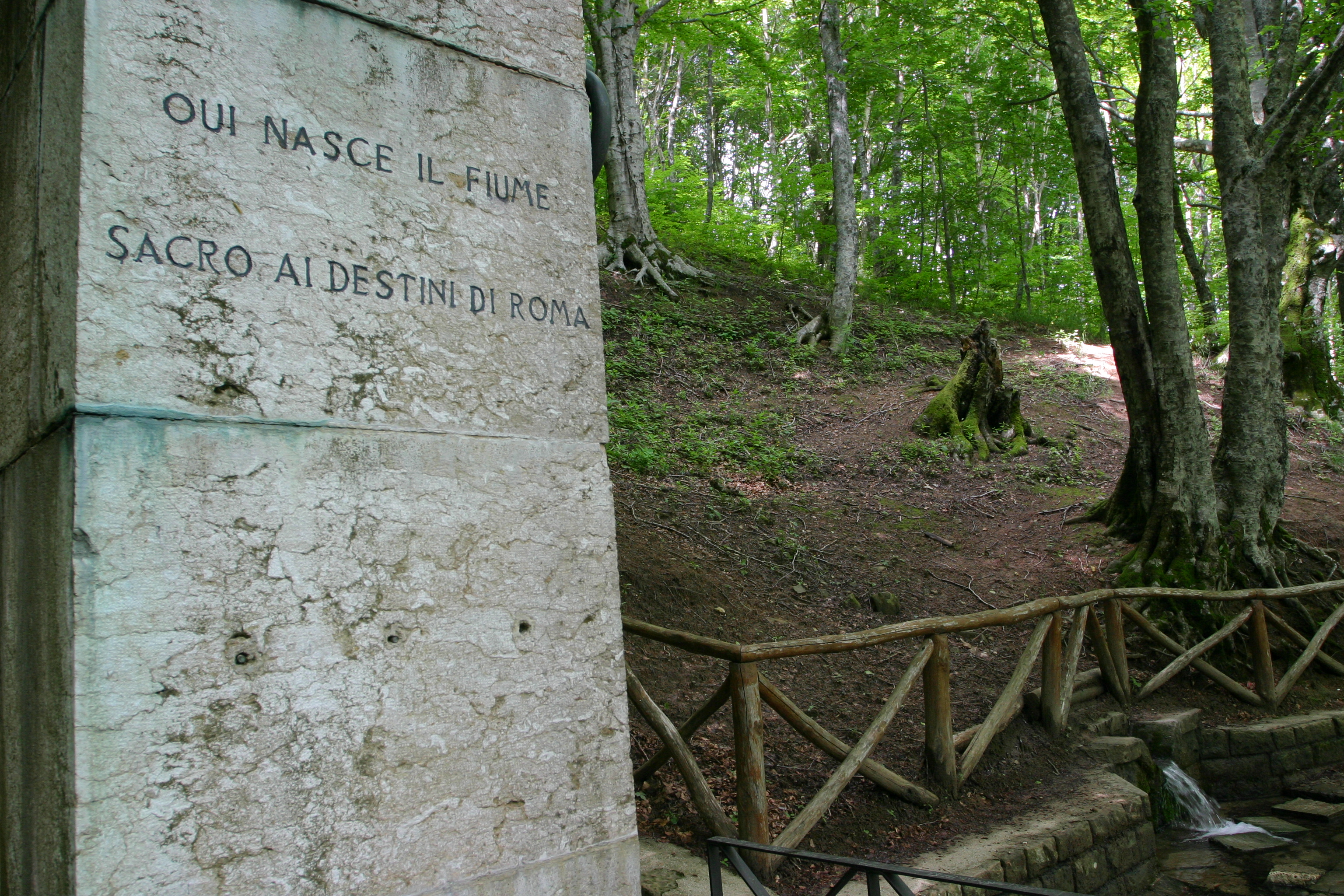
عمود بناه موسوليني بالقرب من منبع التيبر

يتكون مصدر نهر التيبر من ينبوعين على بُعد 10 متر (33 قدم) من بعضهما البعض على جبل فومايولو [الإنجليزية]. يتواجد الينبوعين في غابة الزان 1,268 متر (4160 قدم) فوق مستوى سطح البحر. خلال الثلاثينيات من القرن الماضي، كان لدى بينيتو موسوليني عمود روماني عتيق من الرخام تم بناؤه عند نقطة ارتفاع النهر، نُقِشت عليه عبارة (QUI NASCE IL FIUME SACRO AI DESTINI DI ROMA، أي «هنا وُلد النهر المقدس لمصير روما»). يوجد عُقاب في أعلى العمود، وهو جزء من رمزيته الفاشية. كانت الأميال الأولى من نهر التيبر تمر عبر وادي فالتبيرينا [الإنجليزية]، قبل دخولها إقليم أومبريا.

## التاريخ
وفقًا للأسطورة، تأسّست مدينة روما عام 753 قبل الميلاد على ضفاف نهر التيبر على بعد 25 كيلومتر (16 ميل) من البحر في أوستيا أنتيكا. كانت جزيرة التيبر، الواقعة في وسط النهر بين تراستيفيري ووسط المدينة القديمة، موقعًا لمخاضة قديمة مهمة. تقول الأسطورة إن مؤسسي روما، الأخوين التوأم رومولوس ورموس، قد تم التخلي عنهما في مياهها، حيث تم إنقاذهما من قبل الذئب، لوبا.
كان النهر يمثل الحدود بين أراضي الإتروسكان من الغرب، والسابيين) من الشرق، واللاتينيون إلى الجنوب. قام بينيتو موسوليني، المولود في منطقة رومانيا، بتعديل الحدود بين توسكانا وإميليا-رومانيا، بحيث تقع ينابيع نهر التيبر في رومانيا.
كان نهر التيبر مهمًا للغاية بالنسبة للتجارة الرومانية، حيث يمكن للسفن أن تصل إلى 100 كيلومتر (60 ميل) من النهر؛ وهناك أدلة على أن النهر تم استخدامه لشحن الحبوب من فال تيفرينا منذ القرن الخامس قبل الميلاد. تم استخدامه لاحقًا لشحن الأحجار والأخشاب والمواد الغذائية إلى روما.
خلال الحروب البونيقية في القرن الثالث قبل الميلاد، أصبح الميناء في أوستيا قاعدة بحرية رئيسية. أصبح فيما بعد أهم ميناء في روما، حيث تم استيراد القمح وزيت الزيتون والنبيذ من مستعمرات روما حول البحر الأبيض المتوسط. تم بناء أرصفة الميناء أيضًا على طول ضفاف النهر في روما نفسها، واصطفّ على ضفاف النهر حول منطقة ميدان المسيرة [الإنجليزية]. ربط الرومان النهر بشبكة الصرف الصحي (Cloaca Maxima) وبشبكة تحت الأرض من الأنفاق والقنوات الأخرى، لجلب مياهه إلى وسط المدينة.
كان لدى الرومان الأثرياء حدائق أو «هورتي» على ضفاف النهر في روما حتى القرن الأول قبل الميلاد. ربما تم بيعها وتطويرها بعد قرن من الزمان.
صعّبت الترسبات الثقيلة للنهر أمر الحفاظ على أوستيا، مما دفع كل من كلوديوس وتراجان إلى إنشاء ميناء جديد على فيوميتشينو في القرن الأول الميلادي. قاموا ببناء طريق جديد، عبر بورتوينسيس، لربط روما مع فيوميتشينو، تاركين المدينة عن طريق بورتا بورتيز («بوابة الميناء»). تم التخلي عن كلا الميناءين في النهاية بسبب الطمي.
حاول العديد من الباباوات تحسين الملاحة على نهر التيبر في القرنين السابع عشر والثامن عشر، مع استمرار التجريف المكثف حتى القرن التاسع عشر. تم تعزيز التجارة لفترة من الوقت، ولكن بحلول القرن العشرين، أدى الطمي إلى أن النهر أصبح صالحًا للملاحة فقط حتى روما نفسها.
كان نهر التيبر معروفًا بفيضاناته، فهو سهل فيضي يغمر بانتظام إلى عمق مترين 2 متر (6 قدم 7 بوصة). النهر الآن محصور بين السدود الحجرية العالية التي بدأت في عام 1876. داخل المدينة، تصطف ضفاف النهر بشوارع تعرف باسم لونجوتيفيري، وهي شوارع «على طول نهر التيبر».
نظرًا لأن النهر مرتبط بروما، فقد أصبحت مصطلحات «السباحة في التيبر» أو «عبور نهر التيبر» المصطلح البروتستانتي المختصر للتحول إلى الكاثوليكية الرومانية. يكون الأمر أكثر شيوعًا إذا كان الشخص الذي تحول أنجليكاني، ويشار إلى عكس ذلك باسم «السباحة في نهر التمز» أو «عبور نهر التمز».
في روما القديمة، تم إلقاء المجرمين الذين تم إعدامهم في نهر التيبر. تم إلقاء الأشخاص الذين أعدموا في نهر التيبر خلال الجزء الأخير من عهد الإمبراطور تيبيريوس. استمرت هذه الممارسة على مر القرون. على سبيل المثال، تم إلقاء جثة البابا فورموسوس في نهر التيبر.

## الجسور

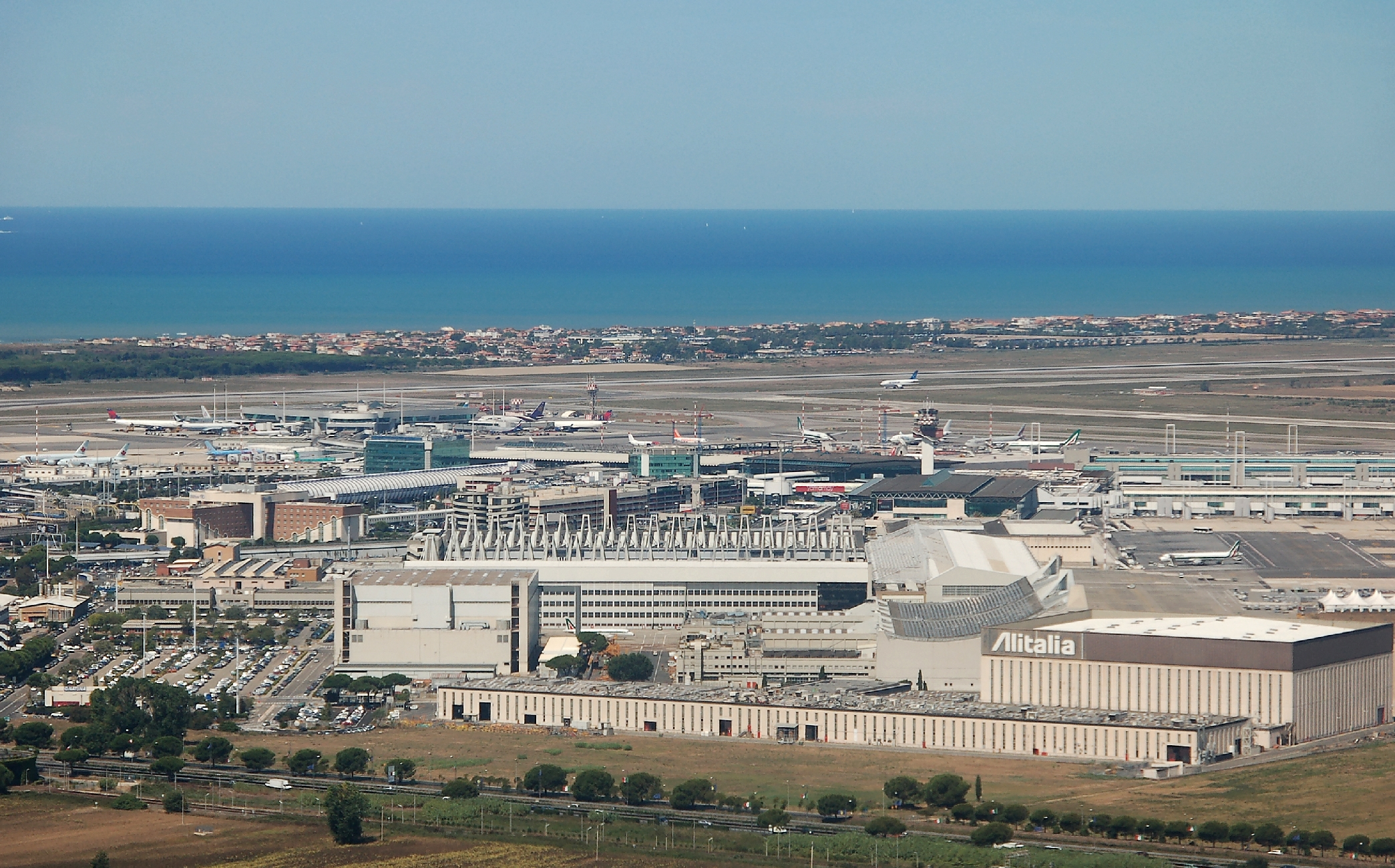
يقع مطار روما فيوميتشينو أيضًا بالقرب من النهر.

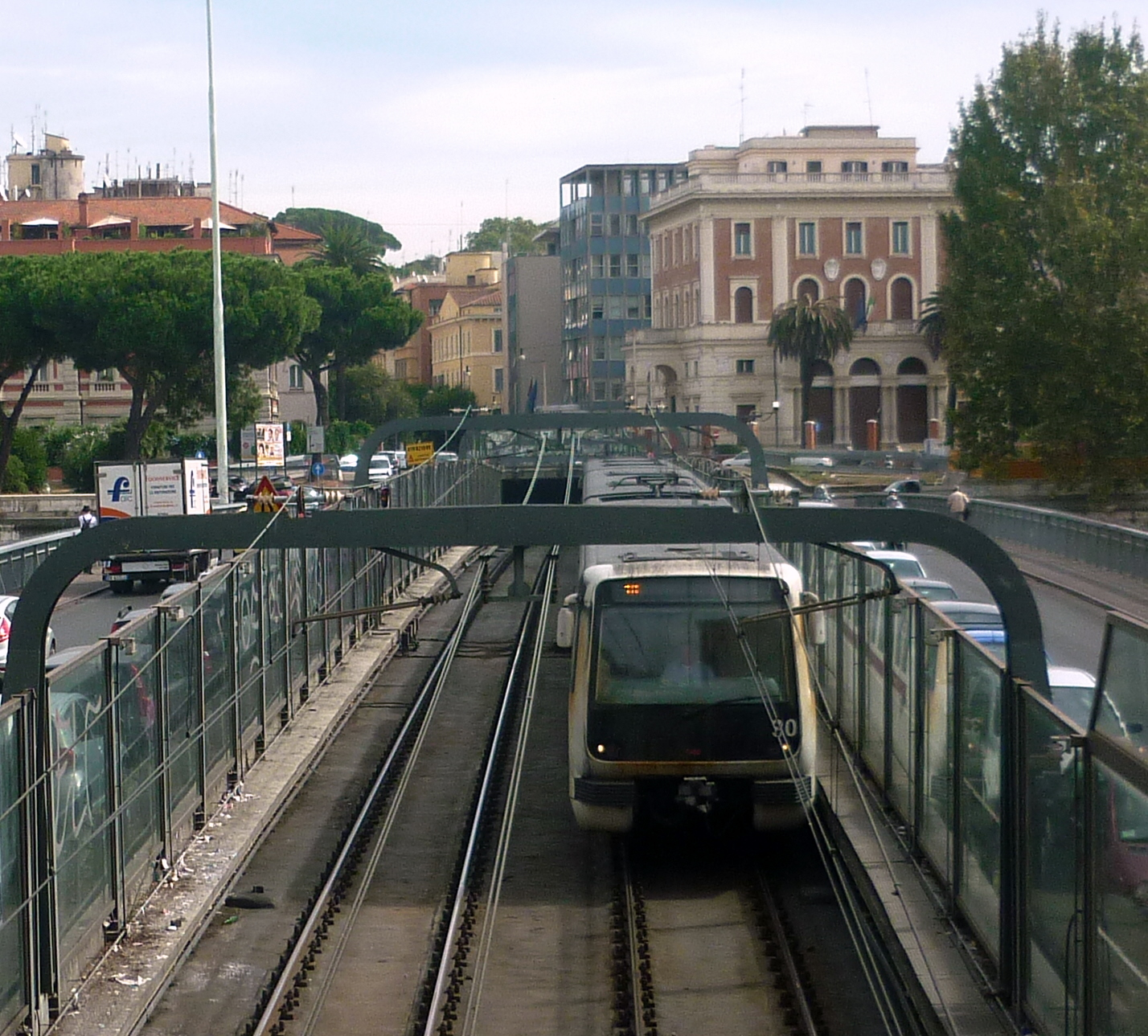
قطار يمر فوق النهر

بالإضافة إلى العديد من الجسور الحديثة فوق نهر التيبر في روما، لا يزال هناك عدد قليل من الجسور القديمة (الآن معظمها للمشاة فقط) التي نجت جزئيًا (مثل جسر ميلفيو وجسر سانت أنجيلو) أو كليًا (جسر فابريسيوس).
بالإضافة إلى الجسور، هناك أنفاق تستخدمها قطارات المترو.

## أعلام
- إيل جبل